# Théorie ERG
La théorie ERG (ou EAC en français) est une théorie de psychologie proposée par Clayton Alderfer.

Théorie ERG. Lorsque les besoins d'une catégorie sont satisfaits, un individu investira plus d'efforts dans la catégorie supérieure. Lorsque les besoins d'une catégorie sont frustrés, un individu investira plus d'efforts dans la catégorie inférieure.

Alderfer a développé la hiérarchie des besoins de Maslow en retravaillant cette hiérarchie dans sa théorie ERG ( Existence, Relatedness and Growth / Existence, Appartenance et Croissance).
Il classe les étapes de la pyramides de Maslow comme suit :
- les besoins physiologiques et les besoins de sécurité dans la catégorie d'existence, car cela concerne les nécessités de base de l'humain ;
- les besoins sociaux et la composante extrinsèque des besoins d'estime de soi dans la catégorie de relation, plus exactement les relations inter-personnelles ;
- et la composante intrinsèque des besoins d'estime de soi et les besoins de réalisation de soi dans la catégorie de croissance (développement de soi = croissance personnelle).

Alderfer a également proposé une théorie de la progression et de la régression pour accompagner sa théorie : il a déclaré que lorsque les besoins d'une catégorie inférieure sont satisfaits, un individu investira plus d'efforts dans la catégorie supérieure (exemple : Si la personne est en mesure de se loger et de se nourrir, elle seras plus encline à développer ses relations inter-personnelles), et lorsque les besoins d'une catégorie supérieure sont frustrés, un l'individu investira plus d'efforts dans la catégorie inférieure (exemple : si la personne à des difficultés dans ses relations avec les autres, elle se repliera sur ses besoins primaires).

## Publication
La théorie ERG a été originellement publiée dans la revue anglophone Organizational Behavior and Human Performance.